# Saba Conservation Foundation

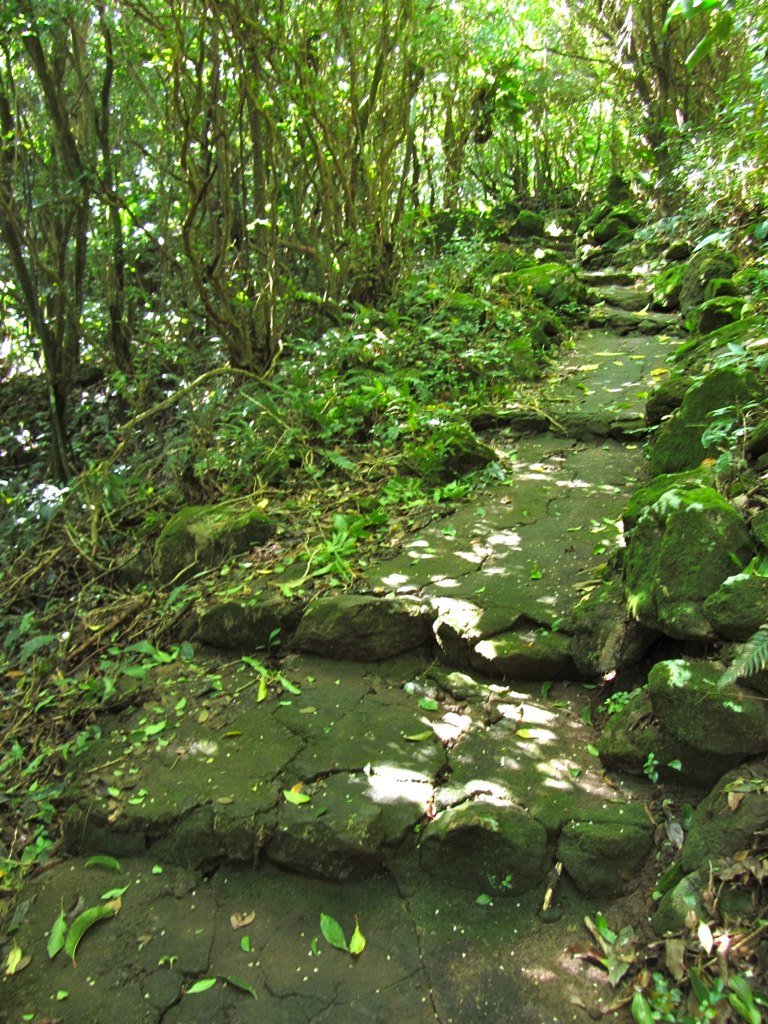
Wanderweg zum Berggipfel im Mount Scenery National Park

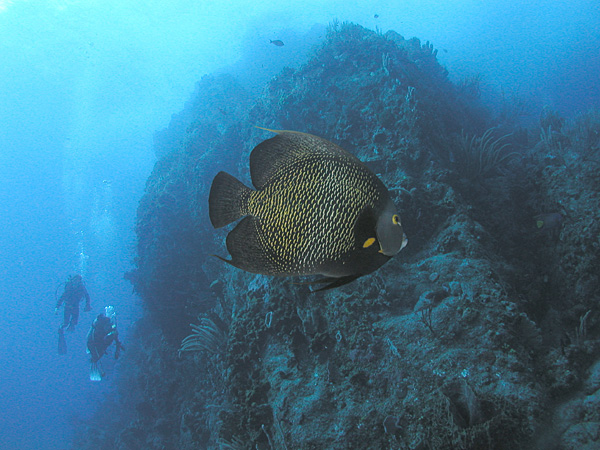
Franzosen-Kaiserfisch im Saba National Marine Park

Die Saba Conservation Foundation (kurz SCF) ist eine gemeinnützige Stiftung mit Sitz in Fort Bay auf der niederländischen Karibikinsel Saba, deren Hauptaufgabe der Schutz der Natur der Insel und der sie umgebenden Gewässer ist. 

## Geschichte und Aufgaben
Die SCF wurde am 15. Oktober 1987 durch Wycliffe Smith, den damaligen gezaghebber Sabas, mit dem Ziel gegründet, die noch verhältnismäßig unberührte Natur auf und um die Insel zu schützen. In den ersten Jahren nach ihrer Gründung, befasste sich die Stiftung vornehmlich mit Aufklärungsarbeit für die einheimische Bevölkerung, die darauf abzielte, die Menschen für den Naturschutz zu sensibilisieren. Unter anderem wurden in dieser Zeit Spendensammlungen und gemeinschaftliche Müllsammlungen organisiert. Des Weiteren hielt die SCF Vorträge, Lesungen und Filmvorführungen ab. Ein Ranger des United States Forest Service unterstützte die Stiftung bei der Auswahl geeigneter Wanderwege für Touristen und schrieb einen Wanderführer, den die SCF anschließend herausbrachte.
1989 wehrte sich die SCF erfolgreich gegen die Lizenzerteilung für die Errichtung diverser Fernseh- und Kommunikationsantennen auf dem Gipfel des Mount Scenery im Zentrum der Insel. In diesem Bereich wächst ein Bergregenwald, der nicht nur auf Grund seines Artenreichtums, sondern auch wegen seiner Bedeutung für die Hydrologie Sabas als besonders erhaltenswert gilt. Ein Jahr später übergab die Inseladministration der SCF die Verantwortung für den 1987 gegründeten Saba Marine Park, der die Gewässer rund um Saba bis zu einer Tiefe von 60 Metern schützt. Seit Ende 1992 ist der Marine Park finanziell selbsttragend, woraufhin die niederländische Regierung ihre Fördermittel für das Projekt zum 1. Januar 1993 einstellte.
Im Jahr 1994 erhielt die Saba Conservation Foundation im Rahmen einer Schenkung etwa 35 Hektar Land, das sich von der Nordküste der Insel in einem schmalen Streifen bis zum Gipfel des Mount Scenery zog. Die Erbin dieses Gebiets, dessen Besitzverhältnisse lange Zeit unklar gewesen waren, machte die Unterschutzstellung und zukünftige Nicht-Bebauung des Areals zur Bedingung für diese Schenkung. Daraufhin folgte 1999 die Gründung eines Naturschutzgebiets, das 2018 eine erhebliche Erweiterung auf etwa 350 Hektar erfuhr und mittlerweile auch als Mount Scenery National Park offiziellen Nationalparkstatus genießt.
Seit 2010 existiert die Saba Bank Management Unit (kurz SBMU) als Unterorganisation der SCF, die als Verwaltungseinheit des Nationalparks Saba Bank gegründet wurde. Bei der Saba Bank handelt es sich um ein ausgedehntes Unterwasseratoll, das sich einige Kilometer südwestlich von Saba befindet. Die SBMU überwacht unter anderem die Fischerei in der Region, führt Patrouillenfahrten durch und koordiniert in dem Areal tätige Forschungsteams.